# Passiflora altebilobata
Passiflora altebilobata là một loài thực vật có hoa trong họ Lạc tiên. Loài này được Hemsl mô tả khoa học đầu tiên vào năm 1908.